# Gouvernement Holkeri
République de Finlande
Sorsa IV Aho
Le gouvernement Holkeri (en finnois : Holkerin hallitus, en suédois : Regeringen Holkeri) est le soixante-quatrième gouvernement de la République de Finlande, entre le 30 avril 1987 et le 26 avril 1991, durant la trentième législature de la Diète nationale.

## Composition

### Initiale (30 avril 1987)
| Fonction                                                  | Titulaire | Titulaire                                           | Parti |
| --------------------------------------------------------- | --------- | --------------------------------------------------- | ----- |
| Premier ministre                                          |           | Harri Holkeri                                       | Kok   |
| Vice-Premier ministre Ministre des Affaires étrangères    |           | Kalevi Sorsa (jusqu'au 31/01/1989) Pertti Paasio    | SDP   |
| Ministre du Commerce extérieur                            |           | Pertti Salolainen                                   | Kok   |
| Ministre de la Justice                                    |           | Matti Louekoski                                     | SDP   |
| Ministre de l'Intérieur                                   |           | Jarmo Rantanen                                      | SDP   |
| Ministre de la Défense                                    |           | Ole Norrback                                        | SFP   |
| Ministre des Finances et des Affaires régionales          |           | Erkki Liikanen                                      | SDP   |
| Ministre de la Fiscalité                                  |           | Ulla Puolanne                                       | Kok   |
| Ministre de l'Administration publique                     |           | Ilkka Kanerva                                       | Kok   |
| Ministre de l'Éducation                                   |           | Christoffer Taxell                                  | SFP   |
| Ministre de la Culture                                    |           | Anna-Liisa Kasurinen                                | SDP   |
| Ministre de l'Agriculture et des Forêts                   |           | Toivo T. Pohjala                                    | Kok   |
| Ministre des Transports                                   |           | Pekka Vennamo (jusqu'au 30/05/1989) Raimo Vistbacka | SMP   |
| Ministre du Commerce et de l'Industrie                    |           | Ilkka Suominen                                      | Kok   |
| Ministre des Affaires sociales et de la Santé             |           | Helena Pesola (jusqu'au 31/12/1989) Mauri Miettinen | Kok   |
| Ministre des Services sociaux et de l'Égalité des chances |           | Tarja Halonen                                       | SDP   |
| Ministre du Travail                                       |           | Matti Puhakka                                       | SDP   |
| Ministre de l'Environnement                               |           | Kaj Bärlund                                         | SDP   |

### Remaniement du1ermars 1990
- Les nouveaux ministres sont indiqués en gras, ceux ayant changé d'attributions en italique.

| Fonction                                                  | Titulaire | Titulaire                                             | Parti |
| --------------------------------------------------------- | --------- | ----------------------------------------------------- | ----- |
| Premier ministre                                          |           | Harri Holkeri                                         | Kok   |
| Vice-Premier ministre Ministre des Affaires étrangères    |           | Pertti Paasio                                         | SDP   |
| Ministre du Commerce extérieur                            |           | Pertti Salolainen                                     | Kok   |
| Ministre de la Justice                                    |           | Tarja Halonen                                         | SDP   |
| Ministre de l'Intérieur                                   |           | Jarmo Rantanen                                        | SDP   |
| Ministre de la Défense                                    |           | Ole Norrback (jusqu'au 13/06/1990) Elisabeth Rehn     | SFP   |
| Ministre des Finances                                     |           | Matti Louekoski                                       | SDP   |
| Ministre de la Fiscalité                                  |           | Ulla Puolanne                                         | Kok   |
| Ministre de l'Administration publique                     |           | Ilkka Kanerva                                         | Kok   |
| Ministre de l'Éducation                                   |           | Christoffer Taxell (jusqu'au 13/06/1990) Ole Norrback | SFP   |
| Ministre de la Culture                                    |           | Anna-Liisa Kasurinen                                  | SDP   |
| Ministre de l'Agriculture et des Forêts                   |           | Toivo T. Pohjala                                      | Kok   |
| Ministre des Transports                                   |           | Raimo Vistbacka                                       | SMP   |
| Ministre du Commerce et de l'Industrie                    |           | Ilkka Suominen                                        | Kok   |
| Ministre des Affaires sociales et de la Santé             |           | Mauri Miettinen                                       | Kok   |
| Ministre des Services sociaux et de l'Égalité des chances |           | Tuulikki Hämäläinen                                   | SDP   |
| Ministre du Travail et des Affaires régionales            |           | Matti Puhakka                                         | SDP   |
| Ministre de l'Environnement                               |           | Kaj Bärlund                                           | SDP   |

### Remaniement du 28 août 1990
- Les nouveaux ministres sont indiqués en gras, ceux ayant changé d'attributions en italique.

| Fonction                                                  | Titulaire | Titulaire            | Parti |
| --------------------------------------------------------- | --------- | -------------------- | ----- |
| Premier ministre                                          |           | Harri Holkeri        | Kok   |
| Vice-Premier ministre Ministre des Affaires étrangères    |           | Pertti Paasio        | SDP   |
| Ministre du Commerce extérieur                            |           | Pertti Salolainen    | Kok   |
| Ministre de la Justice                                    |           | Tarja Halonen        | SDP   |
| Ministre de l'Intérieur                                   |           | Jarmo Rantanen       | SDP   |
| Ministre de la Défense                                    |           | Elisabeth Rehn       | SFP   |
| Ministre des Finances                                     |           | Matti Louekoski      | SDP   |
| Ministre de la Fiscalité                                  |           | Ulla Puolanne        | Kok   |
| Ministre de l'Éducation                                   |           | Ole Norrback         | SFP   |
| Ministre de la Culture                                    |           | Anna-Liisa Kasurinen | SDP   |
| Ministre de l'Agriculture et des Forêts                   |           | Toivo T. Pohjala     | Kok   |
| Ministre des Transports                                   |           | Ilkka Kanerva        | Kok   |
| Ministre du Commerce et de l'Industrie                    |           | Ilkka Suominen       | Kok   |
| Ministre des Affaires sociales et de la Santé             |           | Mauri Miettinen      | Kok   |
| Ministre des Services sociaux et de l'Égalité des chances |           | Tuulikki Hämäläinen  | SDP   |
| Ministre du Travail et des Affaires régionales            |           | Matti Puhakka        | SDP   |
| Ministre de l'Environnement                               |           | Kaj Bärlund          | SDP   |